# Tino Semmer
Tino Semmer (* 25. September 1985 in Räckelwitz) ist ein ehemaliger deutscher Fußballspieler. Er wurde insbesondere als Außenstürmer eingesetzt.

## Karriere

### Anfänge in Sachsen
Semmer durchlief verschiedene Oberlausitzer und Dresdner Jugendmannschaften, bis er ab 2003/04 noch als A-Jugendlicher erstmals für die erste Mannschaft des FV Dresden-Nord (dem späteren SC Borea Dresden) in der viertklassigen Oberliga Nordost auflief. Dabei erzielte er nach seinem Debüt am 18. Oktober 2003 bereits am folgenden Spieltag, der am 24. Oktober ausgetragen wurde, sein erstes Tor für die Dresdner, die zum Saisonende den fünften Platz ihrer Staffel belegten, wozu Semmer mit insgesamt neun Einsätzen beigetragen hatte. Zur Folgesaison 2004/05 gehörte Semmer dann auch altergemäß der Herrenmannschaft Dresdens an und avancierte zum Leistungsträger, indem er binnen 26 Einsätzen 13 Tore erzielte. Der Verein hielt aufgrund der besseren Tordifferenz gegenüber dem FSV Zwickau die Klasse, und Semmer schloss sich dem Oberliga-Konkurrenten FC Sachsen Leipzig an.
In Leipzig konnte sich Semmer in der Saison 2005/06 zunächst jedoch nicht durchsetzen, absolvierte lediglich sieben Spiele und erzielte in diesen ein Tor, während die Sachsen statt des angestrebten Aufstiegs in die drittklassige Regionalliga nur den dritten Platz ihrer Staffel erreichten. Nachfolgend entwickelte sich Semmer aber auch in Leipzig zum Leistungsträger, erzielte 2006/07 drei Tore in 24 sowie in der Spielzeit 2007/08 zehn Tore in 28 Einsätzen. Damit hatte Semmer auch zum Erreichen der Relegationsspiele um den Aufstieg in die ab 2008 nur noch viertklassige Regionalliga beigetragen, in welchen er zwei Tore gegen den Greifswalder SV 04 erzielte und mit Leipzig die Regionalliga erreichte. Semmer wechselte jedoch im Anschluss an die Saison zum FC Rot-Weiß Erfurt, der sich zeitgleich für die neu eingeführte 3. Liga qualifiziert hatte.

### Über Erfurt nach Rostock
In Erfurt spielte Semmer zunächst auch für die Reservemannschaft in der nun fünftklassigen Oberliga und kam in der 3. Liga zumeist nur als Einwechselspieler zum Einsatz. Ab der Rückrunde der Spielzeit 2008/09 zählte er dann aber zum Stammpersonal der Drittligamannschaft, die schließlich den zehnten Platz der Abschlusstabelle belegte und sich 2009/10 mit dem neunten Platz erneut im Mittelfeld der Liga platzierte. Semmer hatte dazu zunächst mit vier Toren in 34, dann mit sieben Toren in 35 Einsätzen beigetragen. In der Folgesaison 2010/11 steigerte sich Semmer erneut und erzielte zunächst neun Tore in 29 Spielen, wodurch er auch das Interesse des kurz zuvor in die 3. Liga abgestiegenen F.C. Hansa Rostock auf sich zog. Obwohl auch Erfurt zu diesem Zeitpunkt noch Chancen auf den Aufstieg in die 2. Bundesliga hatte, entschied sich Semmer bereits Mitte April 2011 ein Angebot zur Vertragsverlängerung auszuschlagen, um stattdessen in Rostock zu unterschreiben, wo man sechs Spieltage vor Saisonende nur noch einen Punkt zum sicheren Aufstieg benötigte. Nachfolgend absolvierte Semmer noch zwei weitere Spiele für die Erfurter, die den Aufstieg am vorletzten Spieltag auch rechnerisch nicht mehr erreichen konnten, so dass er schließlich nach insgesamt 100 Liga-Einsätzen für Rot-Weiß zum Rostocker Aufsteiger wechselte.
In Rostock konnte sich Semmer zu Beginn der Spielzeit 2011/12 zunächst als Stammspieler der von Peter Vollmann trainierten Mannschaft etablieren und erzielte gleich in seiner ersten Partie, die 1:2 gegen den SC Paderborn verloren ging, auch sein erstes Tor für Rostock. Ab dem zehnten Spieltag kam Semmer aber immer öfter als nur noch Einwechselspieler oder sogar gar nicht zum Einsatz, so dass er nach Winterpause auch drei Partien für Rostocks Reserve in der Oberliga Nordost bestritt, um Spielpraxis zu erhalten. Dabei war Trainer Vollmann zwar bereits im Dezember 2011 aufgrund des drohenden Wiederabstiegs durch Wolfgang Wolf ersetzt worden, an Semmers Situation hatte sich dadurch aber vorläufig nichts geändert. In den letzten drei Partien der Saison wurde Semmer dann nochmals in der Startaufstellung eingesetzt, so dass er im Spiel gegen Union Berlin sein zweites Saisontor erzielen konnte. Allerdings stand Rostocks Wiederabstieg in die 3. Liga bereits ab dem vorletzten Spieltag endgültig fest, so dass Semmers ligengebundener Vertrag mit Hansa seine Gültigkeit verlor.

### Semmer in Chemnitz, Nordhausen und Wernigerode
Im Mai 2012 entschied sich Semmer, zum Chemnitzer FC zu wechseln, der in der Spielzeit 2012/13 ebenso wie Hansa in der 3. Liga spielen wird. In Chemnitz erhielt Semmer einen Zwei-Jahres-Vertrag. Nach dessen Auslaufen wechselte er im Sommer 2014 in die Regionalliga zu Wacker Nordhausen, wo er bis 2018 aktiv war. Nach einem Jahr Pause spielte er 2019 bis 2021 für den FC Einheit Wernigerode und beendete anschließend seine Spielerkarriere.